# 大江維順
大江 維順（おおえ の これのぶ）は、平安時代後期の貴族・学者。権中納言・大江匡房の次男。官位は正四位下・式部権大輔。

## 経歴
初名は匡時。康和元年（1099年）文章得業生とある。
肥後守、大学頭、式部権大輔などを歴任し、正四位下に至った。

## 系譜
- 父：大江匡房
- 母：不詳
- 妻：不詳
  - 男子：大江挙衡
  - 男子：大江維光（1110-1175）
  - 男子：大江匡行
  - 女子： - 千載和歌集作者